# Haltepunkt Koblenz Stadtmitte
Der Haltepunkt Koblenz Stadtmitte ist ein am 14. April 2011 in Betrieb genommener Haltepunkt an der linken Rheinstrecke in Koblenz.
Hauptziel war es, in der Koblenzer Innenstadt einen direkten Zugang zur Eisenbahn zu schaffen. Der Haltepunkt spielte eine wesentliche Rolle im Verkehrskonzept der Bundesgartenschau 2011 in Koblenz.

## Lage
Koblenz Stadtmitte ist ein Haltepunkt an der linken Rheinstrecke, 800 Meter nördlich des Koblenzer Hauptbahnhofs und 1,2 Kilometer südlich des Bahnhofs Koblenz-Lützel, die beide ebenfalls an die linke Rheinstrecke angeschlossen sind.
Der Haltepunkt Koblenz Stadtmitte liegt im Stadtteil Altstadt an der Grenze zu den Stadtteilen Rauental und Mitte direkt westlich des Einkaufszentrums Löhr-Center und unweit der Fußgängerzone. Auf der gegenüberliegenden Seite des Einkaufszentrums befindet sich der Busbahnhof Bahnhof Stadtmitte/Löhr Center, der ein Knotenpunkt im Koblenzer Nahverkehr ist. Im Unterschied zum Busbahnhof am Hauptbahnhof verkehren dort alle innerstädtischen Hauptverkehrslinien.
Nahe dem Haltepunkt bestand in der heutigen Fischelstraße in der zweiten Hälfte des 19. Jahrhunderts schon einmal ein Bahnhof. Er trug den Namen „Rheinischer Bahnhof“ und lag an der linken Rheinstrecke, die damals von Köln nach Bingerbrück führte. In den ersten Jahren des 20. Jahrhunderts wurde er jedoch zugunsten des heutigen Hauptbahnhofs aufgegeben, um die Moselstrecke mit der Rheinstrecke zu verknüpfen.

## Geschichte

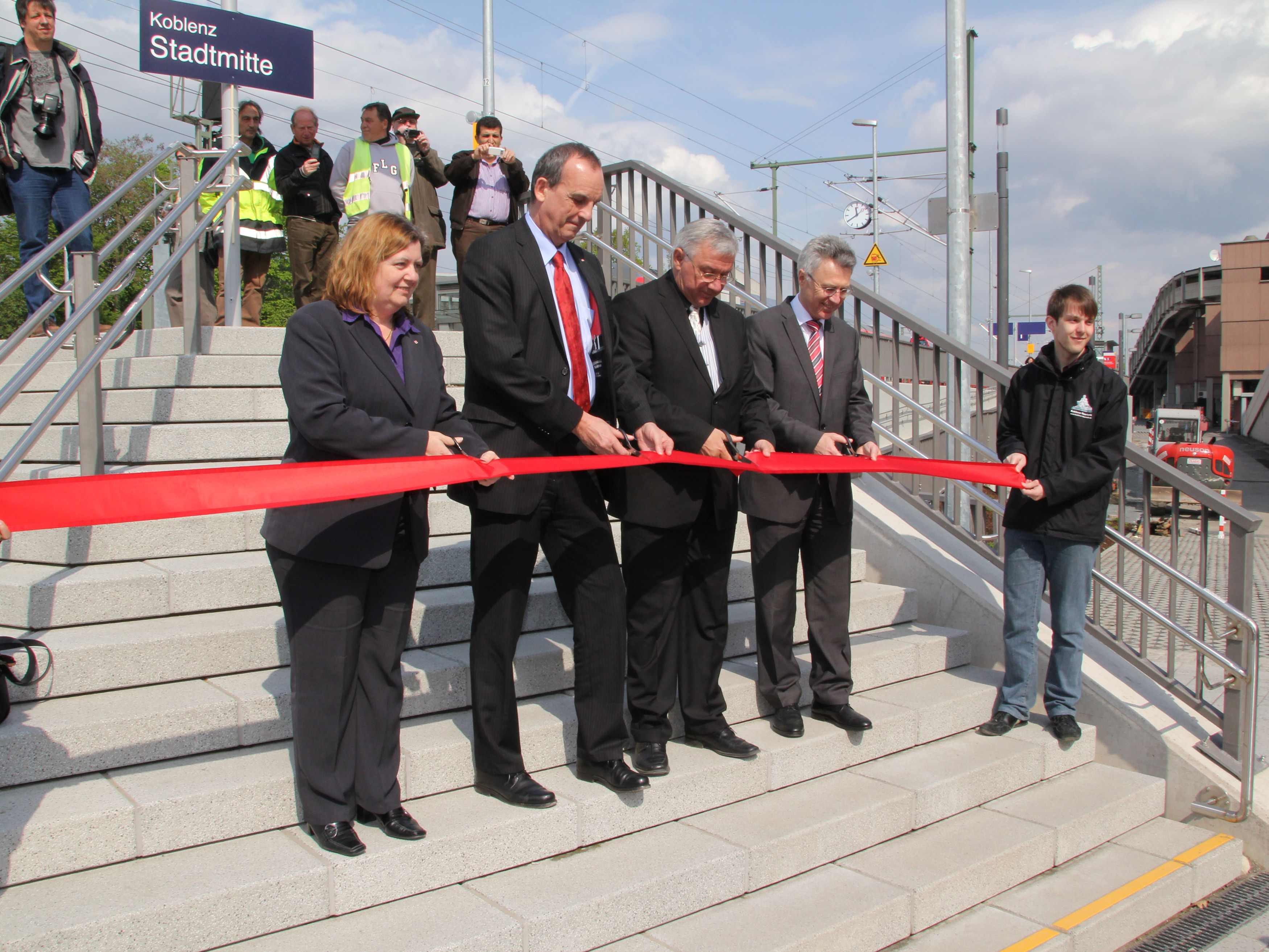
Eröffnung des Haltepunkts - v. l. n. r.: Susanne Kosinsky (DB), Udo Wagner (DB), Oberbürgermeister Joachim Hofmann-Göttig und Lothar Kaufmann (MWKEL).

Bereits in den 1930er Jahren gab es Vorschläge für einen Bahnhaltepunkt nahe der Innenstadt. Allerdings wurden diese nicht weiter verfolgt. Dieses Thema kam Ende der 1970er Jahre erneut auf und wurde planerisch verfolgt. 1983 wurde die Idee eines Bahnhaltepunktes in der Innenstadt im Flächennutzungsplan aufgenommen. Damals gab es Überlegungen, einen kompletten S-Bahn-Ring um Koblenz anzulegen. In den folgenden Jahren wurde dem Vorhaben planerisch nachgegangen. Nach einigen Kontroversen im Koblenzer Stadtrat, mit einem Wechsel der Mehrheiten im Jahr 1999, verzögerte sich die Umsetzung allerdings immer wieder. Erst 2005 kam es zum Beschluss, den Haltepunkt einzurichten. Die Ausrichtung der Bundesgartenschau 2011 in Koblenz war ein maßgeblicher Entscheidungsgrund, die Planungen endlich umzusetzen. Im Januar 2008 begannen die Arbeiten.
Bevor mit dem Bau des eigentlichen Haltepunktes begonnen werden konnte, musste erst das westlichste der drei Gleise auf einer Länge von zirka 300 Metern um etwa fünf Meter in westlicher Richtung versetzt werden, damit Platz für den  Mittelbahnsteig entstand. Danach wurde mit dem Bau des Mittelbahnsteigs für Gleis 2 und 3 und dem Außenbahnsteig für Gleis 1 begonnen. Während dieser Zeit wurde noch darüber diskutiert, ob der Haltepunkt direkt an das Einkaufszentrum Löhr-Center angeschlossen werden solle. Um die Kaufkraft auf der Löhrstraße nicht übermäßig zu reduzieren, wurde im Endeffekt kein direkter Zugang zum Löhr-Center geschaffen.
Am 14. April 2011, einen Tag vor Beginn der Bundesgartenschau, wurde die Station in Betrieb genommen.
2005 waren die Kosten des Haltepunktes mit 9,1 Millionen Euro veranschlagt worden. Eine spätere Kostenschätzung von 2008 wies jedoch eine Gesamtsumme von 11,7 Millionen Euro aus. Entsprechend dieser Berechnung wurde das Budget im Sommer 2008 angehoben und musste im Sommer 2009 abermals erhöht werden. Als Gründe dafür wurden ein nicht tragfähiger und kontaminierter Untergrund sowie Hindernisse wie Fundamente und Kabel aus einer vorangegangenen Bebauung genannt. Außerdem war die Baustelle zu diesem Zeitpunkt infolge eines Vergabeeinspruches in einem Zeitverzug von viereinhalb Monaten. Somit mussten, damit der Haltepunkt rechtzeitig zum geplanten Datum, zum Fahrplanwechsel im Dezember 2010, in Betrieb gehen könnte, Beschleunigungsmaßnahmen eingeleitet und finanziert werden. Die Mehrkosten beliefen sich auf zirka 1,5 Millionen Euro. Nach kontroversen Diskussionen stellte der Stadtrat im Juni 2010 ein Budget von 13,1 Millionen Euro bereit. Im Dezember des gleichen Jahres ergab sich, dass weitere 5,4 Millionen Euro benötigt würden. Die Entwässerung des Bodens war aufwendiger und teurer und auch die Sicherung der Baustelle wurde teurer als geplant. Außerdem mussten ein weiteres Mal Beschleunigungsmaßnahmen finanziert werden, damit der Bahnhaltepunkt überhaupt noch rechtzeitig zur Bundesgartenschau in Betrieb gehen konnte. Eine Eröffnung im Dezember 2010 war zu diesem Zeitpunkt schon nicht mehr möglich. Da sich die Kosten der Baumaßnahme erhöhten, stiegen auch die Honoraransprüche der Planer. Die Mittel zur Deckung der Mehrkosten wurden im Januar des Folgejahrs ebenfalls bereitgestellt. Somit betrugen die gesamten Baukosten zirka 18,5 Millionen Euro und waren damit doppelt so hoch wie ursprünglich veranschlagt.
Das Land Rheinland-Pfalz bezuschusste das Bauvorhaben mit 9,1 Millionen Euro.
Im Juni 2011, also noch während der Koblenzer Bundesgartenschau, wurde eine erste Fahrgasterhebung am Haltepunkt Stadtmitte durchgeführt. An den Werktagen des Monats nutzen durchschnittlich 2700 Menschen den Haltepunkt, dabei war der Freitag mit durchschnittlich 3000 Fahrgästen der nachfragestärkste Tag. Am Sonntag nutzten ihn 1500 Fahrgäste. Im November des gleichen Jahres wurde eine zweite Fahrgastzählung durchgeführt. Zu diesem Zeitpunkt nutzten von Montag bis Freitag durchschnittlich 2000 Menschen den Haltepunkt. Die gesunkenen Fahrgastzahlen wurden mit dem Ende der Bundesgartenschau und dem nachfrageschwachen Monat November begründet.
Bei der Fahrgastzählung im Jahr 2014 nutzen wochentags rund 4750 Fahrgäste den Haltepunkt, an Wochenenden waren es knapp 3200. Seit dem Fahrplanwechsel im Dezember 2014 halten auch die Züge der neu konzipierten Regionalbahnlinie RB 23 von Mayen nach Limburg an der Lahn in Koblenz Stadtmitte.
Zum Fahrplanwechsel im Dezember 2016 wurden die beiden Regionalbahnlinien, die linksrheinisch zwischen Koblenz und Mainz beziehungsweise Koblenz und Köln verkehrten, zusammengelegt. Dadurch kann Koblenz Stadtmitte aus Richtung Mainz kommend deutlich schneller erreicht werden.

## Bahnsteige

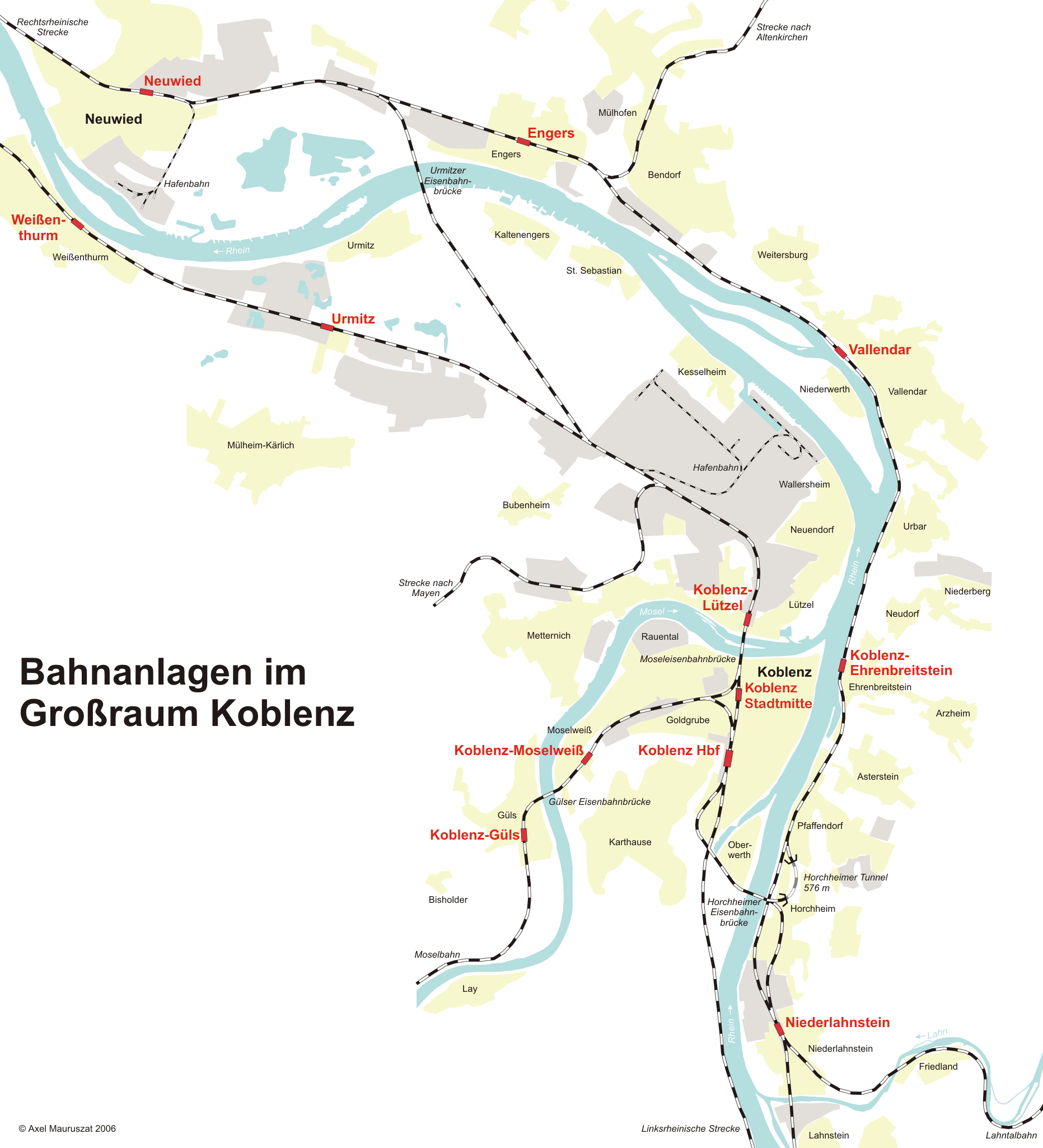
Karte der Bahnanlagen im Großraum Koblenz

Der Haltepunkt Koblenz Stadtmitte hat drei Bahnsteiggleise, bestehend aus einem Außenbahnsteig an Gleis 1 und einem Mittelbahnsteig an den Gleisen 2 und 3. Die Bahnsteige sind für den Halt von Zügen mit einer Länge von 180 Metern ausgelegt. Der Mittelbahnsteig ist barrierefrei über einen Aufzug, der Außenbahnsteig ist über eine Rampe zu erreichen. Die Bahnsteigkanten haben eine Höhe von 76 Zentimetern, der Haltepunkt wird jedoch von Zügen mit einer Einstiegshöhe von 55 Zentimetern und von 76 Zentimetern angefahren.
Bis 2029 sollen die Bahnsteige verlängert werden, so dass auch die 210 m langen Doppeltraktionen des RE5 halten können, ohne dass Türen verschlossen bleiben müssen.

## Nahverkehr
An der Bahnstation halten fünf Bahnlinien des Nahverkehrs. An den Gleisen 1 und 2 halten die Züge der Linie RE 5, die zwischen Koblenz Hauptbahnhof und Wesel verkehrt, die der Linie RB 26, die zwischen Mainz Hauptbahnhof und Köln Messe/Deutz pendelt und die Züge der Linie RB 23, die zwischen Mayen und Limburg verkehrt. Am Gleis 3 verkehrt die RB 10 in beiden Richtungen zwischen Neuwied und Frankfurt am Main. Diese Linie wurde bei ihrer Neukonzeption, die beim Fahrplanwechsel 2010/2011 am 12. Dezember 2010 umgesetzt wurde, zur besseren Anbindung des Haltepunkts Stadtmitte bis nach Neuwied verlängert. Ebenfalls an Gleis 3 hält die RB 27 in beiden Richtungen, die rechtsrheinisch (über Neuwied) zwischen Koblenz Hauptbahnhof und Rommerskirchen verkehrt. In der HVZ fahren die Züge dieser Linie weiter bis Mönchengladbach Hauptbahnhof.
| Linie      | Verlauf | Takt                          | Betreiber        |
| ---------- | --- | ----------------------------- | ---------------- |
| RE 5 (RRX) | Rhein-Express: Wesel – Friedrichsfeld (Niederrhein) (zweistdl.) – Voerde (Niederrhein) – Dinslaken – Oberhausen-Holten (zweistdl.) – Oberhausen-Sterkrade – Oberhausen Hbf – Duisburg Hbf – Düsseldorf Flughafen – Düsseldorf Hbf – Düsseldorf-Benrath – Leverkusen Mitte – Köln-Mülheim – Köln Messe/Deutz – Köln Hbf – Köln Süd – Brühl – Bonn Hbf – Bonn UN Campus – Bonn-Bad Godesberg – Oberwinter – Remagen – Sinzig (Rhein) – Bad Breisig – Andernach – Koblenz Stadtmitte – Koblenz Hbf Stand: Fahrplanwechsel Dezember 2023 | 60 min                        | National Express |
| RE 8       | Rhein-Erft-Express: (Mönchengladbach Hbf – Rheydt Hbf – Rheydt-Odenkirchen – Hochneukirch – Jüchen – Grevenbroich –)* Rommerskirchen – Stommeln – Pulheim – Köln-Ehrenfeld – Köln Hbf – Köln Messe/Deutz – Porz (Rhein) – Troisdorf – Friedrich-Wilhelms-Hütte – Menden (Rheinl) – Bonn-Beuel – Bonn-Oberkassel – Niederdollendorf – Königswinter – Rhöndorf – Bad Honnef (Rhein) – Unkel – Linz (Rhein) – Bad Hönningen – Rheinbrohl – Neuwied – Urmitz Rheinbrücke – Koblenz-Lützel – Koblenz Stadtmitte – Koblenz Hbf * nur werktags Stand: Fahrplanwechsel Dezember 2023 | 60 min                        | DB Regio         |
| RB10       | RheingauLinie: Frankfurt (Main) Hbf – Frankfurt-Höchst – Mainz-Kastel – Wiesbaden Hbf – Wiesbaden-Biebrich – Wiesbaden-Schierstein – Niederwalluf – Eltville – Erbach (Rheingau) – Hattenheim – Oestrich-Winkel – Geisenheim – Rüdesheim (Rhein) – Assmannshausen – Lorch (Rhein) – Lorchhausen – Kaub – St. Goarshausen – Kestert – Kamp-Bornhofen – Filsen – Osterspai – Braubach – Oberlahnstein – Niederlahnstein – Koblenz Hbf – Koblenz Stadtmitte – Neuwied Stand: Fahrplanwechsel Dezember 2023 | 60 min                        | VIAS             |
| RB 23      | Lahn-Eifel-Bahn: (Kaisersesch → Urmersbach → Monreal → Mayen West →) (einzelne Fahrten) Mayen Ost – Kottenheim – Thür – Mendig – Kruft – Plaidt – Miesenheim – Andernach – Weißenthurm – Mülheim-Kärlich – Koblenz Stadtmitte – Koblenz Hbf – Niederlahnstein – Friedrichssegen – Nievern – Bad Ems West – Bad Ems – Dausenau – Nassau (Lahn) – Obernhof (Lahn) – Laurenburg (Lahn) – Balduinstein – Fachingen (Lahn) – Diez – Limburg (Lahn) Stand: Fahrplanwechsel Dezember 2021 | 60 min (+ Verstärker zur HVZ) | DB Regio Mitte   |
| RB 26      | MittelrheinBahn: (Köln/Bonn Flughafen –) (nur im Nachtverkehr) Köln Messe/Deutz – Köln Hbf – Köln West – Köln Süd – Hürth-Kalscheuren – Brühl – Sechtem – Roisdorf – Bonn Hbf – Bonn UN Campus – Bonn-Bad Godesberg – Bonn-Mehlem – Rolandseck – Oberwinter – Remagen – Sinzig (Rhein) – Bad Breisig – Brohl – Namedy – Andernach – Weißenthurm – Mülheim-Kärlich – Koblenz-Lützel – Koblenz Stadtmitte – Koblenz Hbf – Rhens – Spay – Boppard Hbf – Boppard-Bad Salzig – Boppard-Hirzenach – Sankt Goar – Oberwesel – Bacharach – Niederheimbach – Trechtingshausen – Bingen (Rhein) Hbf – Bingen (Rhein) Stadt – Bingen-Gaulsheim – Gau Algesheim – Ingelheim – Heidesheim (Rheinhessen) – Uhlerborn – Budenheim – Mainz-Mombach – Mainz Hbf Stand: Fahrplanwechsel Dezember 2021 | 60 min                        | Trans Regio      |